# Konstantin Dragaš

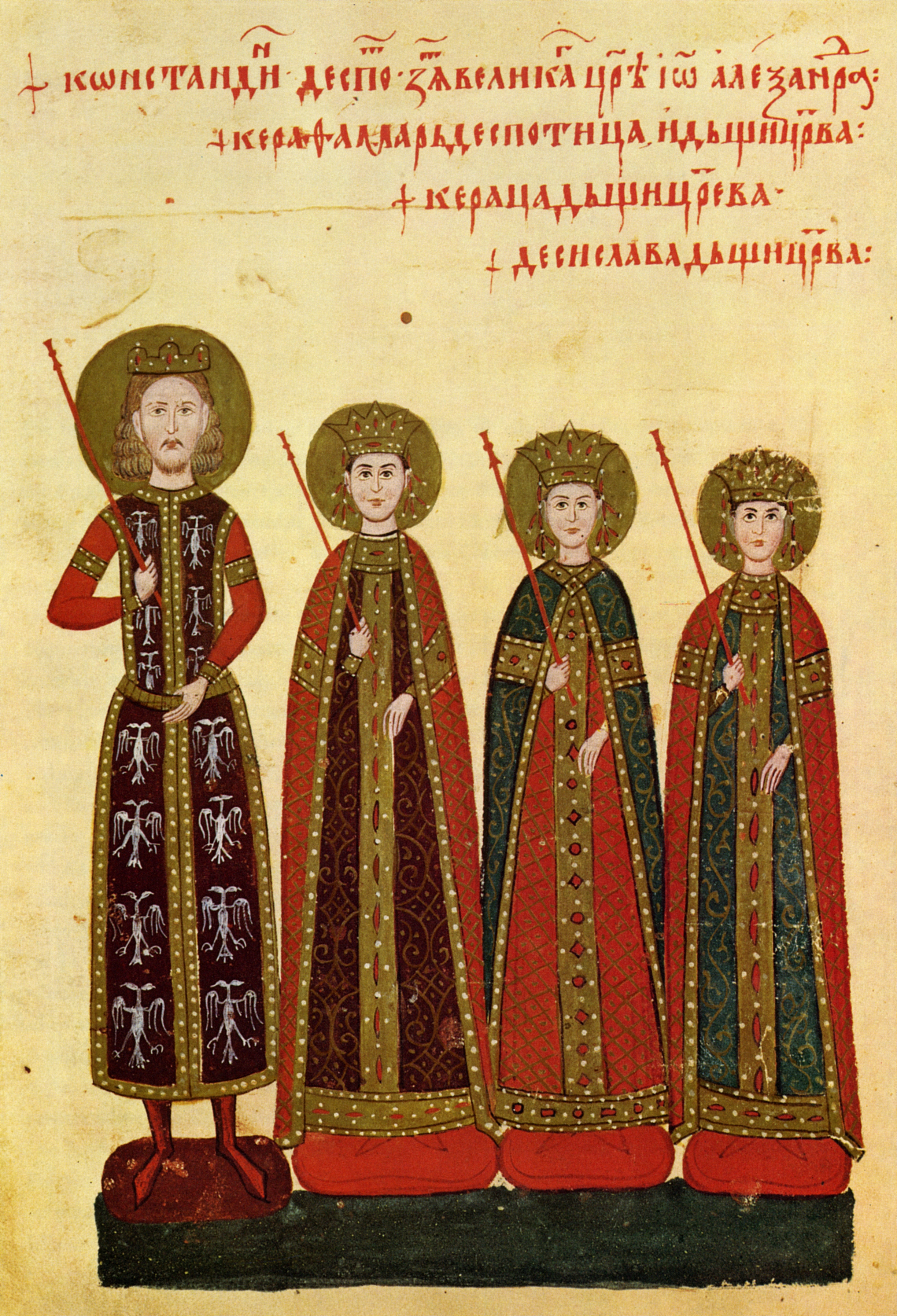
Konstantin Dragaš (pierwszy z lewej), miniatura, ewangeliarz cara Iwana Aleksandra

Konstantin Dragaš (bułg. Константин Деян Драгаш, serb. Константин Дејан Драгаш, gr. Kωvσταντίνος Δραγάσης, zm. 17 maja 1395) – serbski magnat, w latach 1373-1395 władca państwa na południu Bułgarii i wschodniej Macedonii, ze stolicą w Kiustendił (Велбъжд). 

## Życiorys
Był synem Dejana, serbskiego magnata z czasów Stefana Duszana. Początkowo rządził wraz ze swoim bratem Jovanem, następnie od 1378 roku samodzielnie. Zginął w 1395 r. w bitwie na Rowinie jako wasal sułtana Bajazyda I Błyskawicy w bitwie z wojskiem hospodara wołoskiego Mirczy Starego. Wykorzystując jego śmierć Turcy przejęli w bezpośrednie władanie jego ziemie, tworząc z nich prowincję imperium osmańskiego. Konstantyn był dwukrotnie żonaty. Pierwsza żona, nieznana z imienia była córką Iwana Aleksandra, cara Bułgarii. Drugą żoną była Eudokia z Trapezuntu, córka Aleksego III Komnena i Teodory Kantakuzeny. Jego córka Helena Dragaš wyszła za mąż za Manuela II Paleologa. Na jego pamiątkę został nazwany ostatni cesarz bizantyński Konstantyn XI Dragasz. 